# (7010) Locke
(7010) Locke ist ein Asteroid des inneren Hauptgürtels, der am 28. August 1987 vom belgischen Astronomen Eric Walter Elst am La-Silla-Observatorium (IAU-Code 809) der Europäischen Südsternwarte (ESO) in Chile entdeckt wurde.
Der Asteroid wurde nach dem englischen Philosophen und Vordenker der Aufklärung John Locke (1632–1704) benannt, der mit seinen Schriften die Unabhängigkeitserklärung der Vereinigten Staaten, die Verfassung der Vereinigten Staaten und die Verfassung des revolutionären Frankreichs maßgeblich beeinflusste.